# Memorial de Jorge VI y la Reina Madre
El Memorial de Jorge VI y la Reina Madre es un monumento al aire libre situado entre The Mall y Carlton Gardens, en el centro de Londres, dedicado al monarca Jorge VI del Reino Unido y a la reina consorte Isabel Bowes-Lyon, que pasó a ser más conocida como la Reina Madre, viviendo casi la mitad de su vida (falleció a los 101 años) durante el reinado de su hija, Isabel II. 
Completado en su forma actual en 2009, el monumento incorpora una estatua anterior de Jorge VI, catalogada de Grado II, realizada por William McMillan y descubierta por su hija en 1955. El monumento reconfigurado, que incluye una estatua de la Reina Madre de Philip Jackson, una escultura en relieve de Paul Day y un entorno arquitectónico de Donald Buttress y Donald Insall, fue inaugurado por la monarca en 2009.

## Estatua del Rey Jorge VI
La estatua del Rey Jorge VI fue esculpida en bronce por William McMillan, y lo representa con su uniforme naval. La estatua se alza sobre una base de piedra de Pórtland. La estatua fue inaugurada por Isabel II en presencia de su madre y de otros altos miembros de la familia real. El arquitecto del monumento fue Louis de Soissons. Se temía que la ubicación del monumento perturbara la estética de The Mall, al añadir un nuevo conjunto de escalones tan cerca de la Columna del Duque de York, pero fue recibido positivamente tras su inauguración el 6 de octubre de 1955.
La estatua fue declarada edificio protegido de grado II el 9 de enero de 1970.

## Estatua de la Reina Isabel
La estatua de la reina Isabel fue esculpida en bronce por Philip Jackson, y la representa en el momento en que enviudó, con 51 años. El monumento a la reina Isabel costó 2 millones de libras, y se financió con una moneda especial de cinco libras producida para conmemorar el 80.º cumpleaños de la reina Isabel II.
El 27 de octubre de 2016 se inauguró un segundo molde de la estatua en la Plaza de la Reina Madre, en Poundbury, ciudad del condado de Dorset.